# Ramnäs socken
Ramnäs socken i Västmanland ingick i Snevringe härad, ingår sedan 1971 i Surahammars kommun och motsvarar från 2016 Ramnäs distrikt.
Socknens areal är 228,49 kvadratkilometer, varav 212,80 land. År 2000 fanns här 3 542 invånare. Tätorten Virsbo samt tätorten och kyrkbyn Ramnäs med sockenkyrkan Ramnäs kyrka ligger i socknen. 

## Administrativ historik
Ramnäs socken har medeltida ursprung. 
Vid kommunreformen 1862 övergick socknens ansvar för de kyrkliga frågorna till Ramnäs församling och för de borgerliga frågorna till Ramnäs landskommun. Landskommunens utökades 1952 och inkorporerades 1963 i Surahammars landskommun som 1971 ombildades till Surahammars kommun. Församlingen uppgick 2014 i Sura-Ramnäs församling.
1 januari 2016 inrättades distriktet Ramnäs, med samma omfattning som församlingen hade 1999/2000.
Socknen har tillhört fögderier, tingslag och domsagor enligt vad som beskrivs i artikeln Snevringe härad. De indelta soldaterna tillhörde Västmanlands regemente och Västerås kompani.

## Geografi
Ramnäs socken ligger kring Kolbäcksån och Strömsholms kanal. Socknen har dalgångsbygd utmed vattendragen och är en skogsbygd däromkring.
Området genomkorsas av dels riksväg 66 (Västerås–norska gränsen vid Sälen), dels länsväg 233 (Ramnäs–Malingsbo–Kopparberg). Bergslagspendeln ger området järnvägsförbindelse.
Den första hammaren i Ramnäs socken anlades omkring 1590 och följdes av flera under 1600-talet. Under 1700-talet delades "Ramnäs bruk" i två delar. Den västra delen bestod av den Schenströmska herrgården, som blev färdig år 1762. Den östra delen av bruket låg under Tersmedens herrgård.  Dess huvudbyggnad blev klar år 1801.

## Fornlämningar
Från stenåldern finns några boplatser. Från järnåldern finns några gravar.

## Namnet
Namnet (1384 Rampnes) kommer troligen från kyrkbyn. Förleden innehåller antingen ramn, 'korp' eller möjligen ramm, 'fuktig äng, sankmark'. Efterleden näs syftar på ett sådant i sjön Gnien.

## Befolkningsutveckling
| Befolkningsutvecklingen i Ramnäs socken 1760–1990                                                       | Befolkningsutvecklingen i Ramnäs socken 1760–1990 | Befolkningsutvecklingen i Ramnäs socken 1760–1990 | Befolkningsutvecklingen i Ramnäs socken 1760–1990 | Befolkningsutvecklingen i Ramnäs socken 1760–1990 |
| --- | ------------------------------------------------- | ------------------------------------------------- | ------------------------------------------------- | ------------------------------------------------- |
| |                                                   |                                                   |                                                   |                                                   |
| År |                                                   |                                                   | Folkmängd                                         |                                                   |
| 1760 | 1760                                              |                                                   | 1 300                                             |                                                   |
| 1780 | 1780                                              |                                                   | 1 384                                             |                                                   |
| 1790 | 1790                                              |                                                   | 1 521                                             |                                                   |
| 1800 | 1800                                              |                                                   | 1 611                                             |                                                   |
| 1810 | 1810                                              |                                                   | 1 542                                             |                                                   |
| 1820 | 1820                                              |                                                   | 1 602                                             |                                                   |
| 1830 | 1830                                              |                                                   | 1 707                                             |                                                   |
| 1840 | 1840                                              |                                                   | 1 712                                             |                                                   |
| 1850 | 1850                                              |                                                   | 1 846                                             |                                                   |
| 1860 | 1860                                              |                                                   | 1 994                                             |                                                   |
| 1870 | 1870                                              |                                                   | 2 456                                             |                                                   |
| 1880 | 1880                                              |                                                   | 2 705                                             |                                                   |
| 1890 | 1890                                              |                                                   | 2 856                                             |                                                   |
| 1900 | 1900                                              |                                                   | 2 895                                             |                                                   |
| 1910 | 1910                                              |                                                   | 2 849                                             |                                                   |
| 1920 | 1920                                              |                                                   | 2 663                                             |                                                   |
| 1930 | 1930                                              |                                                   | 2 481                                             |                                                   |
| 1940 | 1940                                              |                                                   | 2 367                                             |                                                   |
| 1950 | 1950                                              |                                                   | 2 927                                             |                                                   |
| 1960 | 1960                                              |                                                   | 3 656                                             |                                                   |
| 1970 | 1970                                              |                                                   | 4 001                                             |                                                   |
| 1980 | 1980                                              |                                                   | 4 129                                             |                                                   |
| 1990 | 1990                                              |                                                   | 3 765                                             |                                                   |
| Anm: Källor: Umeå universitet - Tabellverket 1749-1859, Demografiska databasen, CEDAR, Umeå universitet |                                                   |                                                   |                                                   |                                                   |